# Nemes Endre Múzeum
A Nemes Endre Múzeum Pécs egyik korábbi múzeuma a Káptalan utca 5. szám alatt. Az épületben jelenleg a Janus Pannonius Múzeum Igazgatóság működik.

## A kiállítás története
A pécsváradi születésű Nemes Endre festőművész 1983-ban fölajánlotta 250 művét egy létesítendő múzeum számára. Ebből az anyagból nyílt meg 1985-ben az állandó kiállítás, olyan művekkel, mint Az éjszaka leleplezése (1938), a Három barát (1944), A megrágalmazott ház (1967) és a Csörgővel elfogva (1977). A múzeumnak az 1700-as évek derekán (középkori alapokra) épült barokk kanonokház adott otthont. A lépcsőház két üvegablakát Kéri Ádám és Buczkó György készítette Nemes Endre tervei szerint.
A gyűjtemény a Káptalan utca 5-ből az utca túloldalára, a Káptalan utca 4. szám alá költözött, ahol a Pécs 2010 Európa Kulturális Fővárosa program keretében felújított épületben egy időben a nagyközönség egy helyen láthatta Martyn Ferenc, Amerigo Tot, Nemes Endre, Zlatko Prica műveit, valamint a Modern Magyar Képtár Nemzetközi Gyűjteményét bemutató állandó kiállítást. 
A Káptalan utca 4. szám alatti épület napjainkban a JPM Martyn–Lantos Múzeumnak ad otthont.

## A művészről
Nemes Endre (1909–1985) Prágában tanult a festészeti akadémián, majd 1940-től haláláig Svédországban élt. Művészetét absztrakt és szürrealista képi elemek határozzák meg. Képei finom műgonddal készültek és megszólító erejük van. Gondosan épített kompozíciójuknak úgyszólván minden eleme valóságos, ezek mégis valóságon kívüli szituációban jelennek meg. Hideg, gépies világképet sugallnak Nemes Endre alkotásai, amelyek mintha egy jövőbeli embertelen, vagy gépiessé vált emberi élet félelmét vetítenék elénk. 

## Lásd még
- Múzeumutca
- Pécs

## Külső hivatkozások
- Rövid összefoglaló az iranymagyarorszag.hu oldalán.